# Rio Claro (kommun i Brasilien, Rio de Janeiro, lat -22,78, long -44,08)
Rio Claro är en kommun i Brasilien.   Den ligger i delstaten Rio de Janeiro, i den sydöstra delen av landet, 900 km sydost om huvudstaden Brasília. Antalet invånare är 17 401.
Följande samhällen finns i Rio Claro:
- Rio Claro

Omgivningarna runt Rio Claro är huvudsakligen savann. Runt Rio Claro är det mycket glesbefolkat, med 4 invånare per kvadratkilometer.